# ヴェッジャーノ
ヴェッジャーノ（伊: Veggiano）は、イタリア共和国ヴェネト州パドヴァ県にある、人口約4,800人の基礎自治体（コムーネ）。

## 地理

### 位置・広がり

#### 隣接コムーネ
隣接するコムーネは以下の通り。括弧内のVIはヴィチェンツァ県所属を示す。
- チェルヴァレーゼ・サンタ・クローチェ
- グリジニャーノ・ディ・ゾッコ (VI)
- メストリーノ
- モンテガルダ (VI)
- サッコロンゴ

### 気候分類・地震分類
ヴェッジャーノにおけるイタリアの気候分類 (it) および度日は、zona E, 2344 GGである。
また、イタリアの地震リスク階級 (it) では、zona 3 (sismicità bassa) に分類される。